# Historia del Metro de Madrid

Ampliaciones del periodo 2003-2007

La red de Metro de Madrid (España) fue inaugurada el 17 de octubre de 1919 por el Rey Alfonso XIII. A fecha de Enero de 2024 cuenta con 293,91 km de vías repartidas en doce líneas convencionales, un ramal y tres líneas de Metro Ligero, recorridas por 2083 coches que realizan parada en 277 estaciones.
En el año 2023, Metro de Madrid movió la cantidad de 662,3 millones de pasajeros anuales.

## Primeros proyectos
El 31 de mayo de 1871 entra en funcionamiento el primer tranvía tirado por dos caballos y en 1879 lo hace el primer tranvía a vapor. Debido a la congestión del tráfico en superficie, desde 1886 se presentaron diversos proyectos de ferrocarriles metropolitanos:
- En junio de 1886 se publica en El Imparcial un proyecto de Ferrocarril Metropolitano de tres líneas que partirían de Sol; al estilo del tube de Londres.
- En julio de ese mismo año, se presenta en La Gaceta de los Caminos de Hierro otro proyecto consistente en una línea circular que pasaría por las estaciones de ferrocarril pero no por Sol.
- En 1888, Gil Meléndez Vargas presenta un proyecto de una línea de vía estrecha que iría de Moncloa a Pacífico por las Rondas.
- El 17 de abril de 1892, el inspector de obras públicas en Madrid, Pedro García Faria, proyectó llevar a cabo una red de cuatro líneas, que debían también poder transportar mercancías. Aunque Faria obtuvo la concesión al proyecto las obras no llegaron a ejecutarse.
- En abril de 1898 Manuel Becerra y Arturo Soria presentan un proyecto de ferrocarril subterráneo de ancho ibérico que iría de Sol a Cibeles, Colón y la calle Serrano, donde saldría a la superficie y se dirigiría hacia la estación de Vicálvaro; permitiendo que los trenes de larga distancia pudieran llegar hasta el centro de Madrid.
- En 1904 Ramón Aguado presenta su propio proyecto, de tres líneas, dos subterráneas y una en superficie, que pasarían por Sol y por las estaciones término de ferrocarriles de larga distancia. El proyecto no sería aceptado por su similitud con los de Manuel Becerra y de Gil Meléndez.
- Un año más tarde, en agosto de 1905, la Gaceta de los Caminos de Hierro publicaba otro proyecto de ferrocarril metropolitano, que iría de Atocha al mercado de la Cebada.
- El 22 de enero de 1906, en El Imparcial se publicaba otro proyecto, de un ferrocarril en superficie desde el Paseo Imperial también hasta el mercado de la Cebada.
- Un mes más tarde, el 24 de febrero de 1906, se modifica el proyecto inicial de Manuel Becerra, que acabaría con el abandono del proyecto por las dificultades burocráticas.

## Compañía Metropolitano Alfonso XIII

### El proyecto original

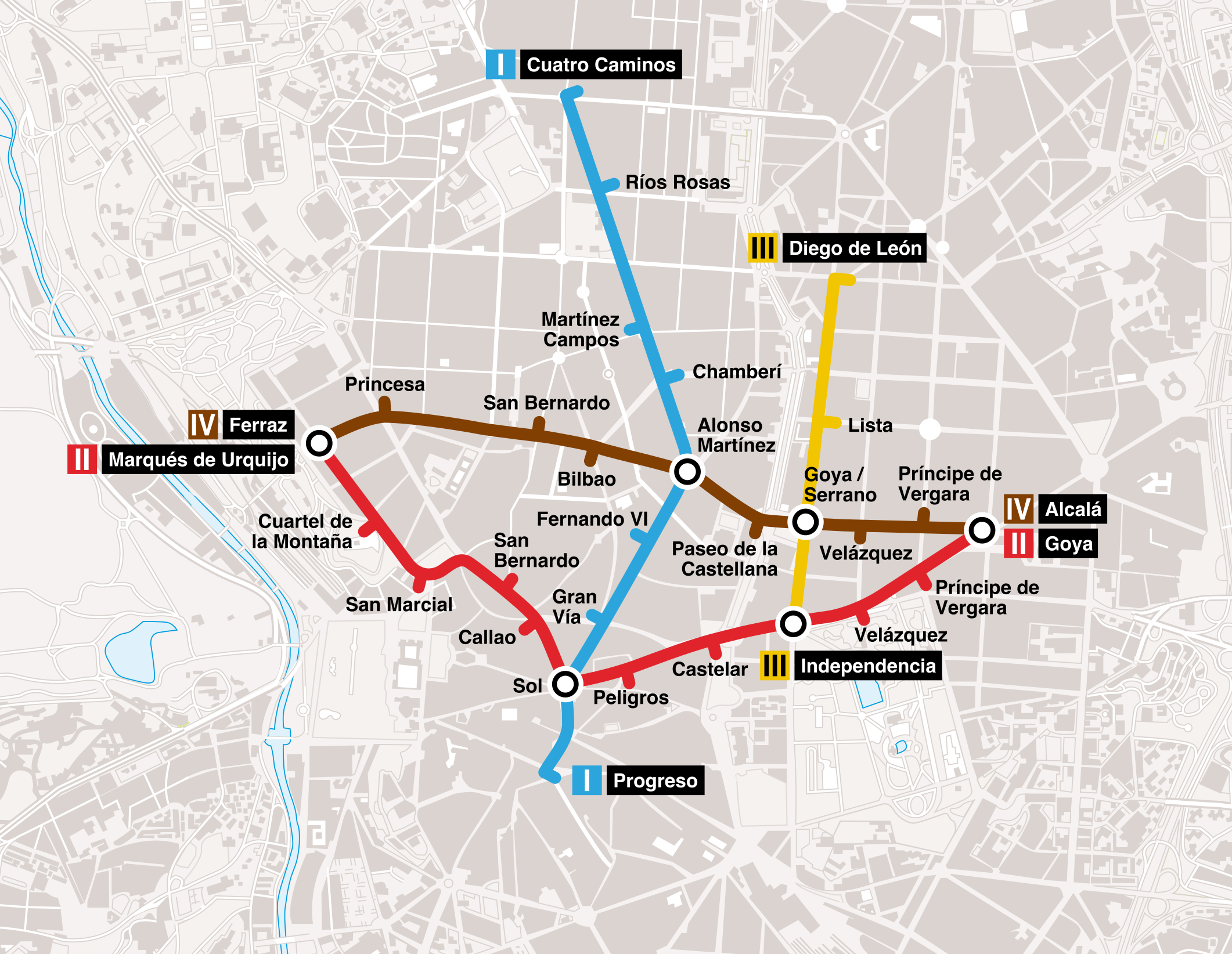
Mapa del proyecto de Mendoza, Otamendi y Echarte

A pesar de la ampliación de la red de tranvías de caballos y su electrificación entre 1898 y 1906, en mayo de 1914, cuando la ciudad de Madrid albergaba unos 600 000 habitantes, los ingenieros Carlos Mendoza, Miguel Otamendi y Antonio González Echarte presentaron al Ministerio de Fomento un nuevo proyecto de red de metro. Este proveería a la ciudad de cuatro líneas con una longitud total de unos 14 km:
1. Línea Norte-Sur, de Cuatro Caminos a Progreso (hoy Tirso de Molina)
2. Línea Este-Oeste, de Goya a Ferraz por Sol
3. Línea de Serrano, de Independencia a Diego de León
4. Línea de los Bulevares, de Goya a Ferraz por los Bulevares

Su trayecto comprendía la base de lo que hoy en día son las líneas 1, 2 y 4, si bien luego sufrirían modificaciones importantes. El 19 de septiembre de 1916 se aprueba el proyecto por Real Orden publicada el 17 de enero de 1917, empezando las obras en abril de ese año.

### 1917: comienzan las obras

1919: la primera línea de Cuatro Caminos a Sol

Los cálculos iniciales de Otamendi cifraban las obras del primer tramo (Cuatro Caminos - Progreso) en ocho millones de pesetas: algo más de cuatro millones en infraestructura, otro millón en supraestructura, un millón seiscientas cuarenta mil en material móvil y cocheras, medio millón en reposición de servicios, y el resto en la constitución de la sociedad. Recaudar esta suma se mostró tarea difícil ya que muchos inversores aún no consideraban que el proyecto fuera necesario para la ciudad.

Los Bancos convocados al efecto juzgaron el proyecto interesante, pero "prematuro", manera elegante de darle calabazas financieras [...]
Miguel Otamendi.

El Banco de Vizcaya se comprometió a aportar 4 millones de pesetas con la condición de que antes se consiguieran los otros 4. Los fundadores de la Compañía fueron capaces de recaudar 3 millones del público madrileño, teniendo que recurrir al propio Rey para que aportase el millón de pesetas faltante. Esta inversión además otorgó credibilidad al proyecto a ojos de la sociedad madrileña, permitiendo que el 24 de enero de 1917 se constituyera la Compañía Metropolitano Alfonso XIII, bautizada en honor al rey, con un capital de diez millones de pesetas.

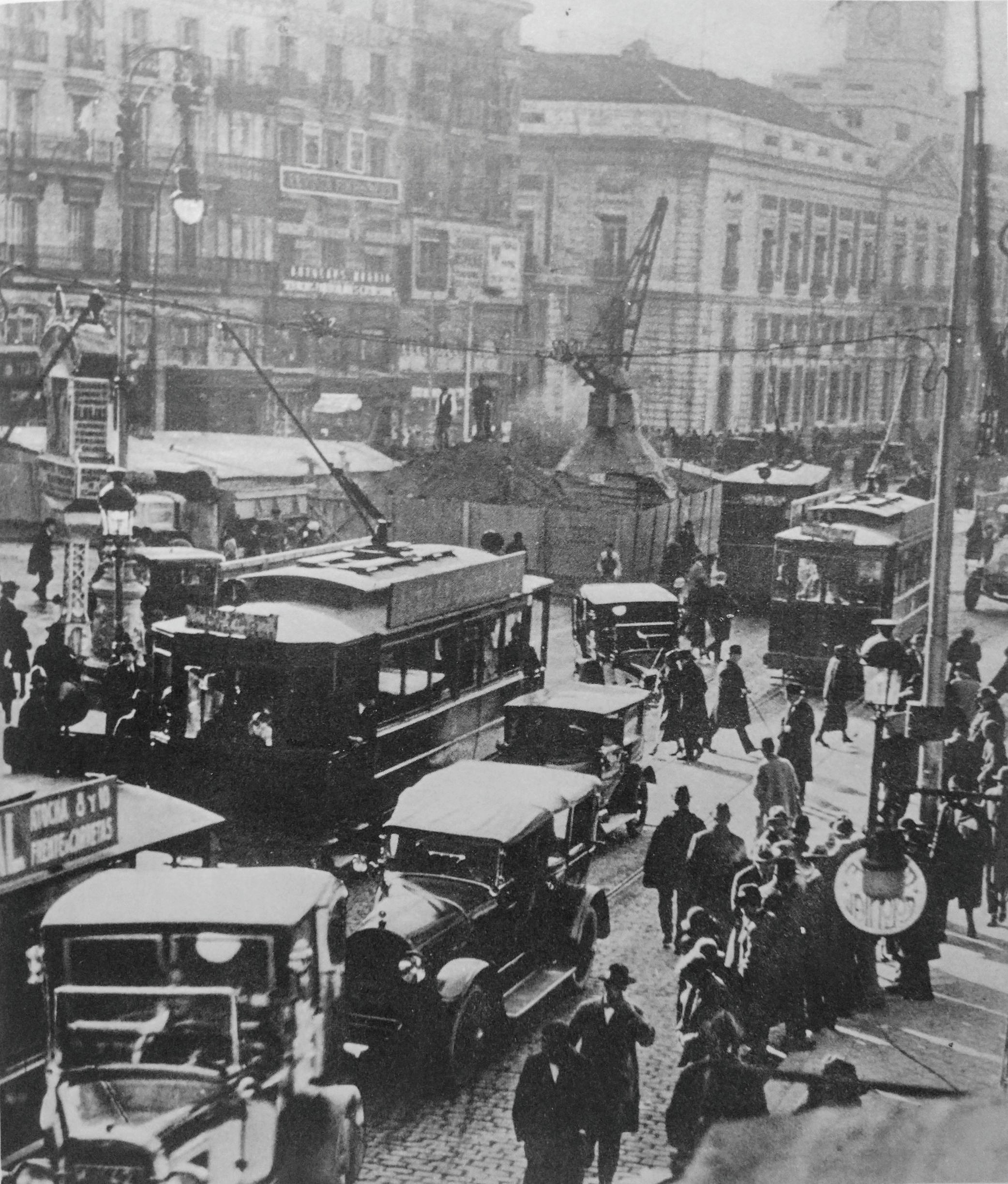
1917: obras en Sol

El arquitecto de la compañía, Antonio Palacios, fue el encargado de llevar a cabo el proyecto y de diseñar las estaciones, accesos, y edificios de la compañía, como las Cocheras de Cuatro Caminos. Los trabajos comenzaron el 23 de abril del mismo año. Debido a la Primera Guerra Mundial, que estremecía Europa, fue necesario comprar los materiales —que la industria española no tenía capacidad de producir— de segunda mano. Los motores eléctricos, por ejemplo, se compraron al Metro de París.
Poco después del inicio de las obras, en junio de 1917, se propone modificar el trazado entre Gran Vía y la plaza de Chamberí, que en lugar de ir bajo la calle Hortaleza y la plaza de Alonso Martínez pasa a discurrir bajo la calle Fuencarral, la plaza de Bilbao y la calle Luchana. Esta modificación no sería aprobada por el Ministerio hasta febrero de 1918.

### 1919: la inauguración

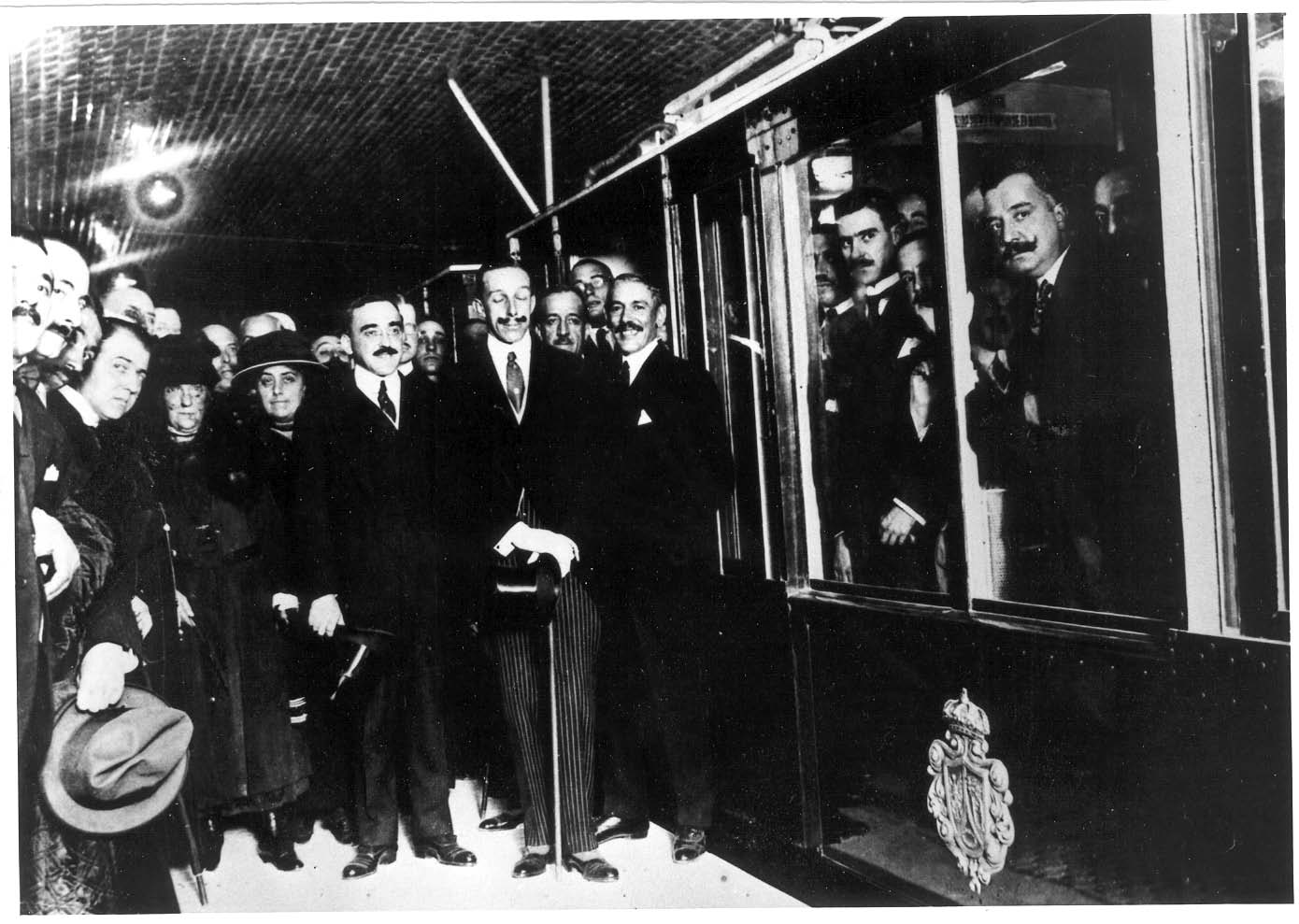
Alfonso XIII inaugurando la línea en Cuatro Caminos

El 17 de octubre de 1919 Alfonso XIII inauguró la primera línea del Metro, entre la populosa barriada obrera de Cuatro Caminos y la Puerta del Sol, con seis estaciones intermedias: Ríos Rosas, Martínez Campos (Glorieta de Iglesia), Chamberí (hoy sin parada de trenes), Glorieta de Bilbao, Hospicio (Tribunal) y Red de San Luis (Gran Vía).
La primera línea entre Puerta del Sol y Cuatro Caminos, situado en los límites de la ciudad de ese momento y donde se encontraban las cocheras, tenía una longitud total de 3,48 km que pasaban por 8 estaciones. El 31 de octubre la línea abrió al público sin paradas intermedias, abriendo las estaciones de Iglesia y Bilbao el 14 de noviembre y las demás el 18 del mismo mes. El nuevo medio de transporte resultó muy exitoso, siendo usado por más de 14 millones de usuarios en su primer año.

### 1920-26: crecimiento inicial y nuevas líneas

Ampliaciones durante el período 1920-1926.

El 26 de diciembre de 1921 se inaugura la primera ampliación de la línea hasta Atocha (hoy Estación del Arte), de 1,8 km y con dos paradas intermedias: Progreso (hoy Tirso de Molina) y Antón Martín. Paralelamente se autorizan la ampliación a Puente de Vallecas y la construcción de la línea Este-Oeste entre Sol y Ventas.
La ampliación a Puente de Vallecas, con las estaciones intermedias de Menéndez Pelayo y Pacífico, entra en servicio el 4 de mayo de 1923. Un año después, el 14 de junio de 1924, se inaugura el primer tramo de la línea 2 entre Sol y Ventas, añadiendo otras 7 estaciones a la red.
La construcción de la línea 2 continúa con la apertura del tramo Sol - Quevedo el 21 de octubre de 1925 y del Ramal Ópera - Norte el 26 de diciembre del mismo año. El Ramal, que no entraba en el proyecto de 1917, pretendía acercar a la ciudad la estación del Norte, que al estar situada junto al valle del Manzanares era de difícil acceso peatonal y tranviario.
En 1920 se instalan los primeros ascensores, entonces de pago, en Sol y Gran Vía, y en 1921 el Ayuntamiento propone la creación del billete de ida y vuelta, que resulta ser muy utilizado. Con todas estas ampliaciones la longitud de la red se cuadruplica pasando de 3,5 a 14,6 km. Aún así, las ampliaciones no siguen exactamente el recorrido del proyecto de 1917, cuya concesión caducaba en 1928. A principios de este año se concede una prórroga por otros 11 años para construir los tramos restantes del proyecto.

### Oposición municipal:la vara contra el metro
La Compañía Metropolitano Alfonso XIII ejecutaba sus obras sin solicitar permiso al Ayuntamiento y sin pagar ningún tipo de canon por las ocupaciones de espacio público, entendiendo que bastaba con la concesión ministerial. El Ayuntamiento, por su parte, entendía que era competente para otorgar este tipo de concesiones, interponiendo en marzo de 1917 un recurso contencioso-administrativo frente al Tribunal Supremo pidiendo la anulación de la concesión. Un año más tarde, en marzo de 1918, el tribunal falló a favor del Ministerio, manteniendo la concesión.
A pesar de este revés judicial, el Ayuntamiento continuaría enfrentado con la Compañía durante unos años más, en una trama que la prensa llamaría la vara contra el metro, un juego de palabras con la vara de mando, símbolo municipal, y la vara castellana, unidad de longitud igual a 0,84 metros. El Ayuntamiento se quejaba principalmente de la ocupación de terrenos de uso público sin pagar un canon por ello, además de por los accidentes que se producían en las zanjas abiertas.
El episodio de mayor tensión se vivió en marzo de 1922, cuando la policía municipal se dispuso a detener las obras del tramo Sol - Atocha. En los tajos se habían personado varios agentes de la Guardia Civil y de la policía gubernativa, que al llegar las autoridades municipales impidieron la paralización de las obras y detuvieron al teniente de alcalde y algunos mandos de la policía municipal. Al día siguiente el alcalde, el marqués de Villabrágima, presentó su dimisión, siendo sustituido por el conde del Valle de Súchil.

## Compañía Metropolitano de Madrid

Ampliaciones durante el período 1927-1935.

### 1927-35: Proyectos extranjeros
Durante esta década se elige buscar los proyectos de ampliación en el extranjero, a la vez que se compra bastante material móvil, lo que obliga a ampliar las cocheras y talleres de Cuatro Caminos. El 6 de marzo de 1929 se amplía la línea 1 hasta Tetuán con otras dos estaciones intermedias y el 10 de septiembre del mismo año se amplía la línea 2 hasta Cuatro Caminos, conectándola con las cocheras y permitiendo así el traspaso de material entre ambas líneas.
Después de que el rey abandonara el país en 1931 y se proclamara la II República, la Compañía Metropolitano Alfonso XIII cambia su nombre por el de Compañía Metropolitano de Madrid. Además, la estación de Isabel II cambia de nombre a Ópera.
En julio de 1930 se autoriza la construcción del tramo Goya - Diego de León como ramal de la línea 2, siendo inaugurado el 17 de septiembre de 1932. Este tramo, actualmente parte de la línea 4, era una modificación de la línea 3 del proyecto original de 1927, en el que aparecía bajo la calle Serrano, pasando a ir bajo la calle Torrijos (hoy Conde de Peñalver). En su momento se tanteó la construcción del ramal bajo la calle Velázquez desde la estación de Retiro, en la que se dejó espacio para una tercera vía que nunca fue construida.
Al contrario que en el Ramal de la Estación del Norte, los trenes procedentes de Diego de León seguían por la línea 2 hasta Cuatro Caminos, alternándose los trenes de Ventas y los de Diego de León.

### 1936-39: Guerra Civil

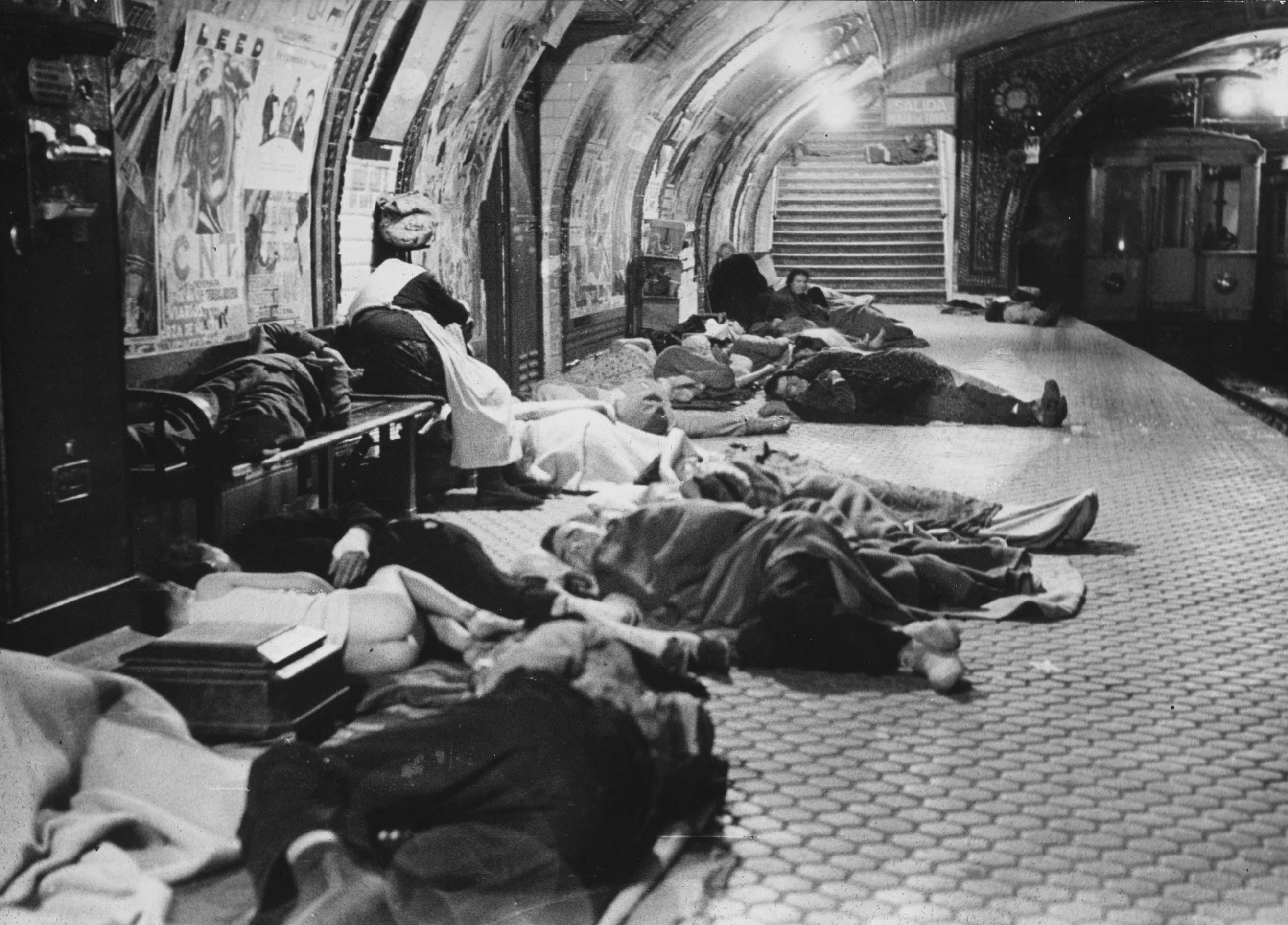
Personas refugiándose de las bombas en la estación de Tetuán

Ampliaciones durante el período 1936-1939.

Durante la guerra civil española (1936-1939) el Metro permaneció abierto, y sirvió regularmente como refugio durante los bombardeos. A pesar de la guerra, el 8 de agosto de 1936 se inauguró el primer tramo de la línea 3 o de los Barrios Bajos entre Sol y Embajadores. Seis días después se suspendía la circulación el Ramal debido a que el área de la Estación del Norte estaba prácticamente ocupada por la guerra, por lo que allí no había ya casi pasajeros.
En los tres años siguientes, las tropas de Franco asediaron la ciudad de Madrid y el funcionamiento del metro volvió a ponerse en marcha casi sin problemas. Durante los combates, los trenes transportaban tanto ataúdes como cadáveres hacia los cementerios situados al este de la ciudad. A su vez, el ramal Goya – Diego de León fue cerrado y utilizado como arsenal. El 10 de enero de 1938 tuvo lugar una fuerte explosión en la estación de Lista por una mala gestión del polvorín que se había instalado en la estación, lo que ocasionó unos 180 muertos y numerosos heridos.
Durante la guerra civil las estaciones de Iglesia y Ópera cambiaron sus nombres por Sorolla y Fermín Galán, respectivamente. Con la llegada del franquismo estos cambios fueron revertidos y las estaciones de Progreso, Príncipe de Vergara y Gran Vía cambiaron sus nombres a Tirso de Molina, General Mola y José Antonio.

### 1940-54: Culminación de los proyectos iniciales

Ampliaciones durante el período 1940-1954.

A principios de 1940 se vuelve a prorrogar el plazo del proyecto de 1917, pues aún quedaban por construir las líneas Sol - Argüelles (que pasa de formar parte de la línea 2 a la línea 3) y Argüelles - Goya. El 15 de julio de 1941 se inaugura la ampliación de la línea 3 hasta Argüelles y tres años más tarde, el 23 de marzo de 1944, se inaugura la línea 4 entre Argüelles y Goya. Se realizaba así, con varias modificaciones y tramos adicionales, el proyecto de 1917. La red alcanza ya los 25,6 km y 42 estaciones.
En los años de posguerra la Compañía atraviesa ciertas dificultades económicas, motivadas en parte por la congelación de tarifas de 1939 a 1946 y el control de los salarios por parte del Estado, a pesar de que la Compañía seguía siendo privada. Sumado a la culminación del proyecto original, esto hace que la ampliación de la red se ralentice, prolongándose solo la línea 3 de Embajadores a Delicias el 25 de marzo de 1949 y a Legazpi el 1 de marzo de 1951.
En diciembre de 1951 el ministro de Obras Públicas hace público un plan de desarrollo del transporte para la ciudad de Madrid. Junto a 50 km de nuevas líneas de Metro se proponía por primera vez la construcción de tramos en superficie, es decir, los llamados Cercanías, siendo en total la longitud de las vías de 60 km. Los nuevos suburbanos debían ser utilizados con trenes similares a los usados en el metro subterráneo pero con una distancia entre estaciones mucho mayor (hasta 2 km a partir de una media de 500 metros) y en superficie. El único de estos proyectos que vería la luz fue el del Suburbano de Carabanchel, cuya concesión fue otorgada en 1951 al Ayuntamiento y adquirida en 1953 por el Ministerio de Obras Públicas.

## Empresa de construcción estatal

### 1955-66: Nacionalización de la infraestructura
A pesar del crecimiento económico y un desarrollo demográfico considerable (durante la década de 1950 el número de habitantes pasó de 1,7 a 2,6 millones), la poca solvencia de la Compañía y la incapacidad del Ayuntamiento de costear las obras del Suburbano impidieron la ampliación del metro a los nuevos barrios de la ciudad. Ante esta situación, el 22 de septiembre de 1955 una Comisión Interministerial promulga el Decreto-Ley de Régimen Compartido de Financiación de la Compañía Metropolitano de Madrid, según el cual las ampliaciones de la red correrían a cuenta del Gobierno, encargándose la Compañía de la explotación comercial, el mantenimiento de la red y la compra de material móvil.

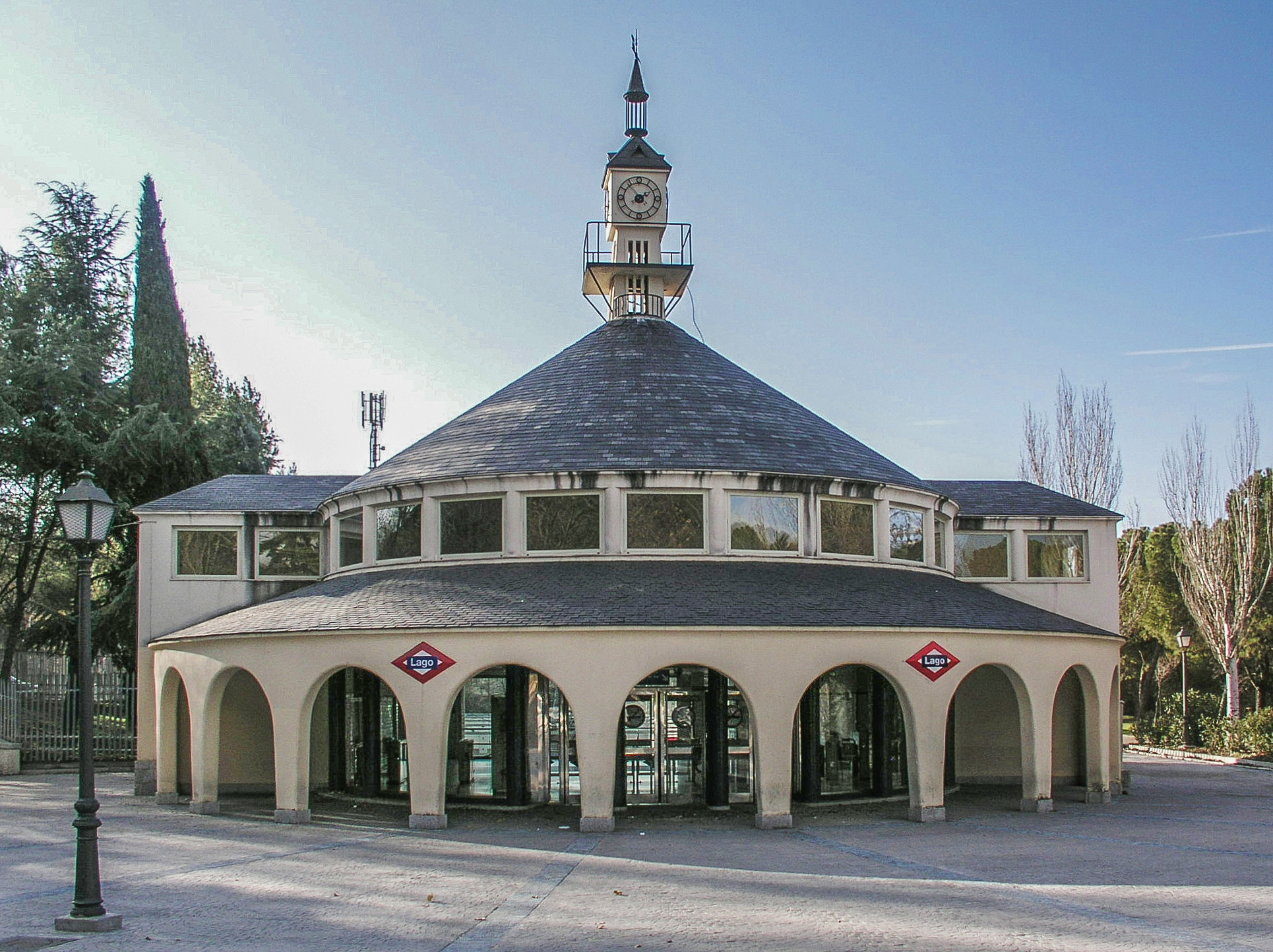
Lago, una de las estaciones al aire libre del Suburbano

Ampliaciones de 1955-1966

Este nuevo modelo de financiación permite emprender nuevas ampliaciones y desbloquear las obras del Suburbano, cuyo primer tramo abre al público el 4 de febrero de 1961 entre Plaza de España y Carabanchel. Este nuevo transporte comparte algunas características con el metro, como el ancho de vía y la electrificación, pero discurriendo principalmente en superficie a través de la Casa de Campo y empleando andenes más largos, de 90 metros frente a los 60 del metro. Al ser la concesión propiedad del Ministerio, el Suburbano es gestionado por una compañía estatal independiente del metro y con tarifas diferentes, si bien existió un billete combinado entre ambas redes.
Paralelamente a las obras del Suburbano se llevan a cabo varias ampliaciones en la red de metro, que entre 1961 y 1964 llega hasta Plaza de Castilla y Portazgo en la línea 1, a Ciudad Lineal en la línea 2 (posteriormente, línea 5), y a Moncloa en la línea 3. Además, el 2 de octubre de 1958 se transfiere el tramo Goya - Diego de León de la línea 2 a la línea 4, permitiendo afrontar una eventual prolongación hacia el noreste de la ciudad. La red alcanza ya 42 km y 68 estaciones.
Entre 1961 y 1966 los andenes de 60 m de la línea 1 fueron ampliados hasta los 90 metros, permitiendo la circulación de trenes de seis coches. El 21 de mayo de 1966 cierra la estación de Chamberí, puesto que al estar en curva y en pendiente resultaba difícil de ampliar, además de que se hallaba a poco más de 230 metros de la estación de Iglesia. A día de hoy esta ha sido la única estación que se ha cerrado en toda la red de Metro.

### 1967-77: El plan de ampliación

Ampliaciones de 1967-1977

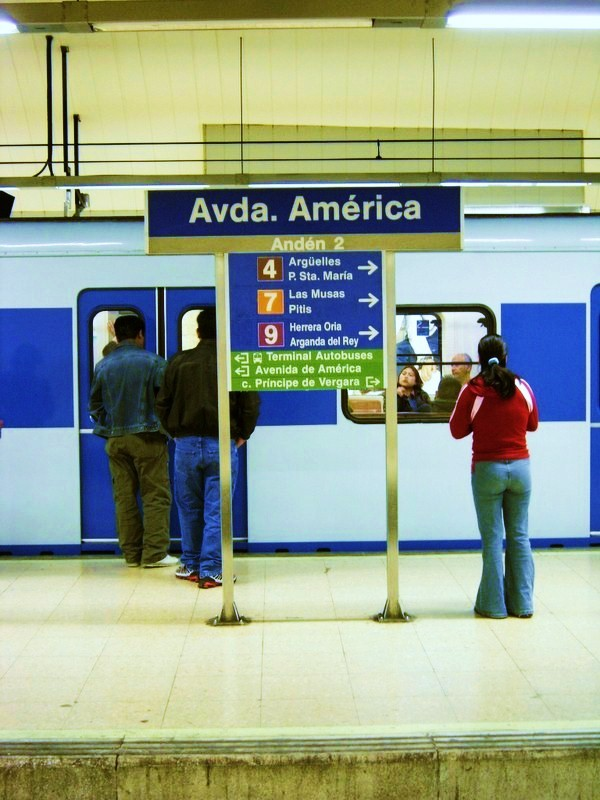
En Avenida de América se cruzan cuatro líneas (en la imagen, la línea 6)

Los planes de desarrollo publicados en 1951 no se pudieron llevar a cabo, sobre todo en lo relativo a los suburbanos. El plan elaborado en 1961 por la administración municipal se queda igualmente sin una continuación posterior. La línea 5 es una de las pocas obras que se ejecutan: el primer tramo, entre Callao y Carabanchel, abrió el 5 de junio de 1968, abriendo el tramo Callao - Ventas el 26 de febrero de 1970. La 5 fue la última línea que se construyó de gálibo estrecho. Cinco meses después, el 20 de julio, se transfería el tramo Ventas - Ciudad Lineal de la línea 2 a la línea 5 y se unificaban las tarifas del Metro y del Suburbano.
El Gobierno aprueba en 1967 un nuevo plan de ampliación que fue revisado en 1971 y que preveía la construcción de varias líneas, que se asemejan a las actuales líneas 6, 7, 9 y 10 (esta última sólo en parte). Para poder hacer frente a una demanda que se preveía mayor que la de la red ya existente, las nuevas líneas se crearon con un gálibo más ancho y andenes más largos y rectos, y túneles más profundos para evitar la red ya existente. El 26 de marzo de 1973 entra en servicio el tramo Diego de León - Alfonso XIII de la línea 4. La primera línea nueva del plan entró en servicio el 17 de julio de 1974, con el tramo Pueblo Nuevo - Las Musas de la línea 7.
Los comienzos de los años 1970, según el plan económico, se presentan difíciles para el Metro de Madrid. En 1974, por primera vez, el Metro entra en déficit. Las tarifas aumentan a medida que aumenta el déficit, las infraestructuras comienzan a sufrir el paso de los años, quedando obsoletas, y aumenta el vandalismo y la suciedad. A pesar de la apertura de nuevas líneas, financiadas por el Estado, el número de pasajeros que hace uso del servicio disminuye.

### 1978-85: El período de intervención

Ampliaciones de 1978-1985

El desequilibrio entre el aumento progresivo de nuevas construcciones con la necesidad que requieren de inversiones en equipamiento de superestructura y material móvil, los elevados costes de explotación y la insuficiencia de las tarifas, producen unos resultados económicos negativos que llevan a un proceso de descapitalización. La red de Metro medía entonces 64,3 km de longitud.
Ante esta situación, el Estado decide intervenir la compañía. Por Real Decreto-Ley del 7 de junio de 1978 el Gobierno pone en manos del Ministerio de Transportes el control del Metro y transfiere la gestión de la empresa a un consejo de intervención. El 9 de noviembre de 1979 la sociedad de Metro se nacionalizó y pasó a ser propiedad del Ayuntamiento y de la Diputación Provincial de Madrid. La nacionalización permitía disponer de más medios para poder mejorar las infraestructuras y las medidas de seguridad, repercutiendo así positivamente en el número de viajeros.
Las líneas inauguradas en este nuevo periodo afectan principalmente a estructuras con gálibo ancho (líneas 6, 8 y 9) que se corresponden a tramos iniciados anteriormente y de acuerdo al Plan de Ampliación de Metro de 1967 y sus revisiones de 1971 y 1974. El 4 de enero de 1979 entra en servicio otro tramo de la línea 4, que llega a Esperanza. El tramo Cuatro Caminos – Pacífico, primer eslabón de la actual Circular o línea 6, es inaugurado el 11 de octubre de 1979. El 31 de enero de 1980 comienzan a circular por vez primera los trenes de la nueva línea 9 entre Sainz de Baranda y Pavones. Por último, el 10 de junio de 1982 se abre el primer tramo de la antigua línea 8 (actualmente parte de la línea 10) entre Nuevos Ministerios y Fuencarral. Esta línea pasaba por la estación de Santiago Bernabéu (entonces llamada Lima), que se abrió tres días antes del comienzo de la Copa Mundial de Fútbol de 1982.
Con la apertura del tramo Plaza de Castilla – Herrera Oria de la línea 9, la red del Metro de Madrid alcanzaba el 3 de junio de 1983 una longitud total de 100 km. Este tramo fue en un primer momento una parte del resto de la línea 9 y se usó como una línea aislada, bajo la denominación de línea 9b, hasta 1986, año de su incorporación al resto de la línea. En 1986 la Comunidad y el Ayuntamiento de Madrid asumen el control del metro.

## El Consorcio Regional de Transportes

### 1986-94: La titularidad pública

Ampliaciones de 1986-1994

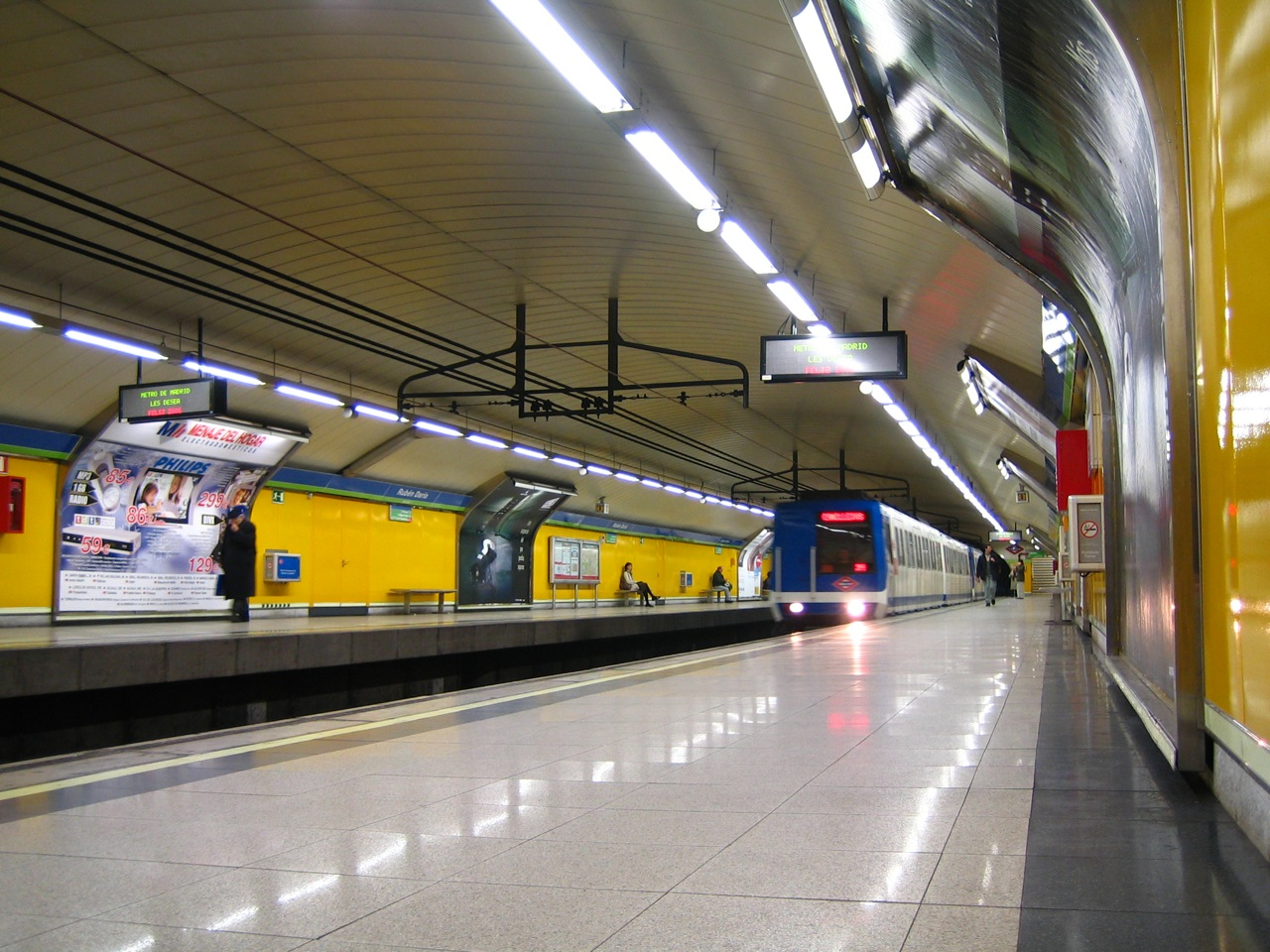
Renovada estación de Rubén Darío, en la línea 5

El 16 de diciembre de 1985 se creó la sociedad de derecho público del Consorcio Regional de Transportes de Madrid, reuniendo así todos los transportes públicos de la capital. El 24 de marzo de 1986 el Ayuntamiento de Madrid y la Comunidad de Madrid deciden intervenir en la Compañía Metropolitano de Madrid, cesando el Consejo de Intervención de 1978 y creando un Consejo de Administración. El 31 de diciembre de 1986 se transfiere la titularidad del metro al Consorcio Regional de Transportes con capacidad para ampliarlo. En 1989, setenta años después de la apertura de la primera línea, la compañía de Metro se rebautiza como Metro de Madrid S. A.
A partir de 1990, y dentro del «Plan de Actuación para el Transporte Público de Madrid» se prolonga la Línea 1 desde Portazgo a Miguel Hernández con puesta en servicio en abril de 1994, y se proyecta el cierre de la línea 6, desde ahora Circular, con el tramo Laguna - Ciudad Universitaria, que se finalizará en el siguiente período. La Red se extiende alcanzando en abril de 1994 una longitud de 114,4 km.

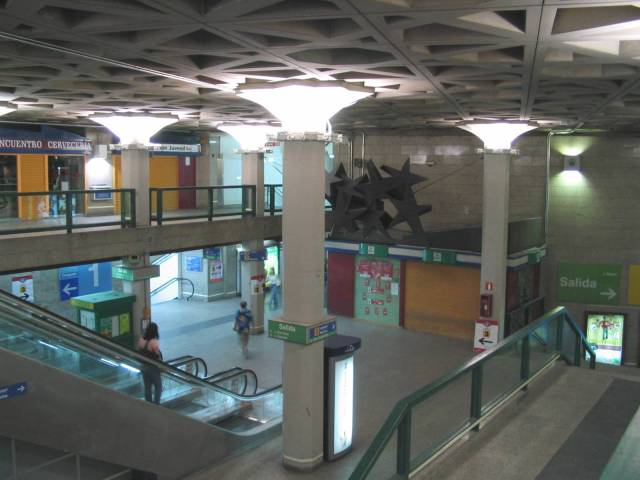
Sol, una de las estaciones más antiguas de toda la Red (año 2004)

En 1993 el Consorcio Regional de Transportes de Madrid establecía un nuevo plan de desarrollo mucho más ambicioso que los anteriores. El objetivo era que cada habitante tuviera una estación de metro a 600 metros de distancia como máximo, hecho que sólo se cumplía en ese momento con el 70% de la población. Es más, la red de Cercanías debía modernizarse y desarrollarse para asegurar una mejor conexión con la red de Metro.

### 1995-98:Transportes Ferroviarios de Madrid

Ampliaciones 1995-1998

En 1995 el Partido Popular hizo del Metro uno de sus caballos de batalla para las elecciones al Parlamento Regional y obtuvo mayoría absoluta. Había prometido desarrollar la red más rápidamente de lo que hasta entonces lo había hecho la legislatura precedente del PSOE. Para limitar al máximo los gastos se creó un nuevo modelo económico. La responsabilidad de la financiación se transfirió a la empresa Arpegio. Como ésta era propiedad del gobierno regional, disponía de grandes reservas de capital, que fueron aportadas en garantía a los bancos. Ya que un cuarto del presupuesto estaba destinado a una nueva línea del Metro, el precio del terreno aumentaba rápidamente, permitiendo financiar una gran parte del proyecto. Los trabajos los coordinaba un responsable de obra encargado de rendir cuentas directamente en el parlamento regional.
En esta primera legislatura de Alberto Ruiz-Gallardón el metro se convirtió en una gran baza electoral, Se comenzó una etapa de grandes proyectos. Se construyeron las líneas 8 y 11, y se ampliaron las líneas 1, 4, 7, 9 y 10 para llegar a nuevos barrios de la ciudad de Madrid y, por primera vez, el Metro salía de la corona A para llegar hasta Arganda del Rey y Rivas-Vaciamadrid, ampliación que se realizó teniendo en cuenta la hipotética construcción de un aeropuerto en Campo Real. Al final de este periodo se crearon 37 estaciones y 57 kilómetros, llegando a una red de 171 kilómetros y 158 estaciones. En este periodo se incorporaron las nuevas series de las unidades de gálibo estrecho 2000 (Burbujas) y el nuevo modelo 6000 de gálibo ancho para la línea 9.
En el plan de ampliación de 1995–1999 se crearon numerosas líneas nuevas de forma que fueron superados los 170 km y se renovó el parque móvil con la adquisición de nuevos trenes.

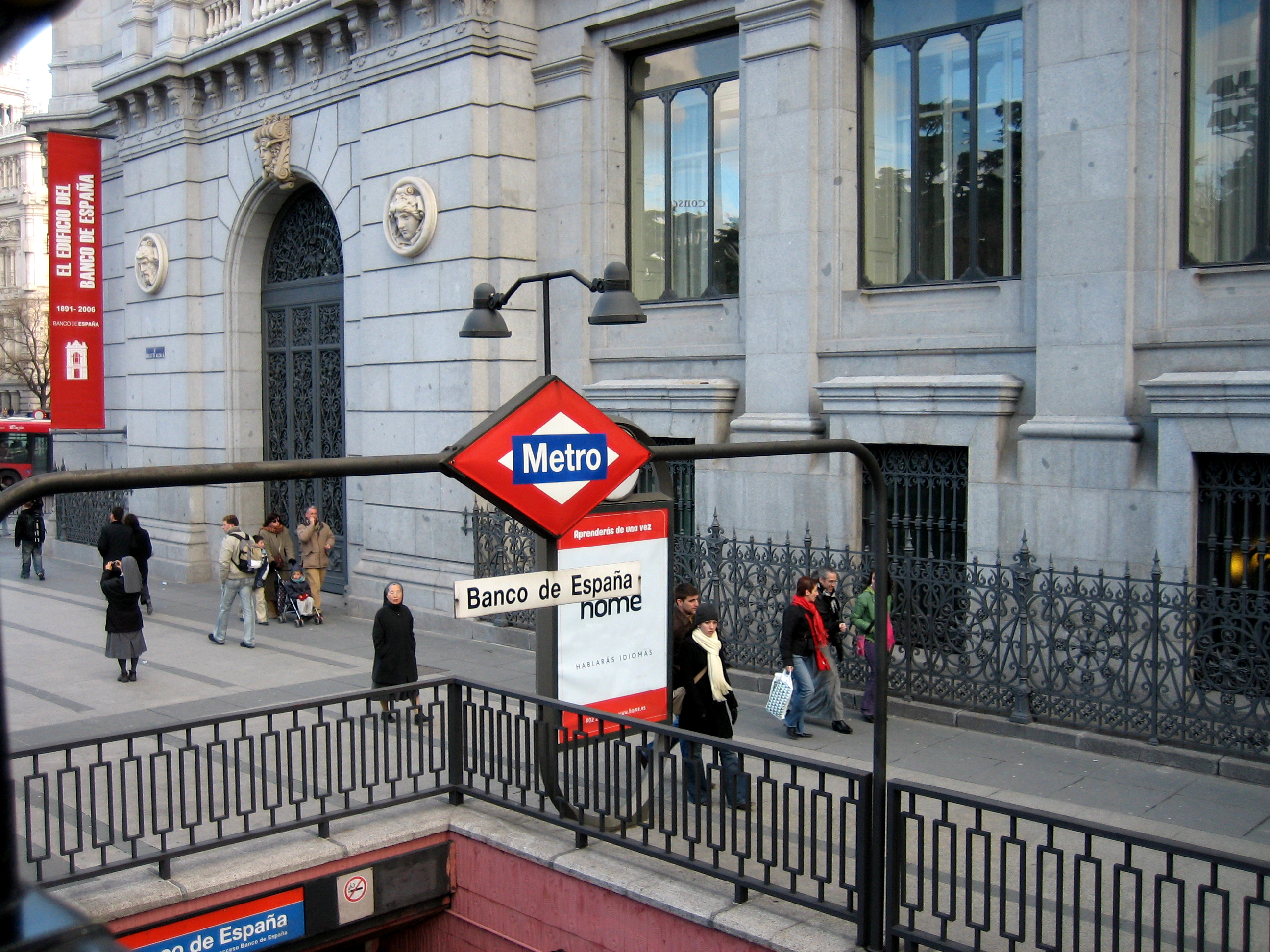
Entrada típica, en la estación de Banco de España

En mayo de 1995 el tramo Ciudad Universitaria–Laguna cierra el círculo de la línea 6 para así entrar en funcionamiento cerrado como línea circular alrededor del centro de la ciudad, con 500 000 usuarios diarios,[cita requerida] pasando por varias de las estaciones más relevantes y de mayor tránsito de toda la ciudad, en conexión con muchas otras líneas de metro, así como con los Cercanías de Renfe y estaciones de autobuses como Méndez Álvaro y Avenida de América, junto con la futura de Príncipe Pío. Es sin duda la línea que soporta el mayor tránsito de pasajeros diarios de toda la Red de Metro. En la estación de Príncipe Pío solo desemboca el Ramal y en su interior alberga en total tres líneas de metro además de dos líneas de Cercanías, la C-7 y la C-10.
El 22 de enero de 1998 la línea 10 se prolongó desde Alonso Martínez hasta Nuevos Ministerios, conectando con la línea 8 para formar la línea 10. El 14 de junio de 1998 el rey Juan Carlos inaugura la línea que lleva al Aeropuerto de Madrid-Barajas, es decir, la actual línea 8. El 16 de noviembre del mismo año, el primer tramo de la línea 11 entra en funcionamiento. El 7 de abril de 1999, el Metro de Madrid supera por primera vez los límites de la ciudad con el prolongamiento de la línea 9 hasta Arganda del Rey.
En los años 1998/1999, la línea 7 se vio ampliada en cuatro etapas, multiplicando su longitud por 2,5 y pasó del estado de antena aislada en la línea este-oeste, a ser una de las más importantes de la red. 
La ampliación del Metro de Madrid fue la obra pública de mayor importancia en la segunda mitad de la década de 1990 en toda Europa,[cita requerida] sólo sobrepasada a escala mundial en tamaño por la construcción del Metro de Seúl. Los costes de la obra fueron relativamente limitados, con una media de 31 millones de euros por km (sin contar el gasto en la adquisición de material ferroviario). A modo de ejemplo se puede decir que, en la misma época, el prolongamiento de línea Jubilee en Londres tuvo un coste por kilómetro diez veces mayor[cita requerida]. En la ciudad de Madrid hubo hasta seis tuneladoras en funcionamiento al mismo tiempo. Una de ellas, de la compañía Mitsubishi, estableció un nuevo récord al conseguir perforar 792 m de túnel en un mes.[cita requerida]

### 2000-03: Metrosur

Ampliaciones de 2000-2003

Durante esta legislatura se amplió el Metro hasta los cinco municipios más importantes del sur de Madrid: Alcorcón, Fuenlabrada, Getafe, Leganés y Móstoles. La línea 10 se reformó y amplió hasta Alcorcón, donde conecta con el anillo que une los cinco municipios, la línea 12. Para ultimar la línea 10 se cambió el gálibo, se ensancharon los andenes y se adquirieron nuevas unidades,después del prolongamiento y finalización de las obras de la línea 10 hasta Colonia Jardín el 22 de octubre de 2002, la línea 5 integra el tramo Casa de Campo–Aluche del antiguo Suburbano. En 2002 se inauguró la prolongación de la línea 8 hasta Nuevos Ministerios, para conectar el centro de Madrid con el aeropuerto en 12 minutos. Para esta línea se adquirieron los trenes de la serie 8000.
Desde enero de 2003 hasta las elecciones de abril se inauguraron la ampliación de la línea 10 desde Colonia Jardín hasta Puerta del Sur, con las estaciones intermedias de Cuatro Vientos y Joaquín; y la línea 12, que conecta los municipios más importantes del sur de Madrid. La estación de Cercanías de El Casar se creó junto a la del Metro, ya que no existía, para facilitar los tránsitos entre Metrosur y la línea C-3 de Cercanías. Tras esta ampliación la red de Metro alcanzó los 227 kilómetros y 190 estaciones.
El momento y la situación más destacada e importante del plan de ampliaciones fue sin duda la inauguración el 11 de abril de 2003 de 47 kilómetros nuevos en la Red de Metro. Esta ampliación conllevó la prolongación de la línea 10 hasta Puerta del Sur, en Alcorcón, así como la unión de las principales ciudades del sur de Madrid (Móstoles, Fuenlabrada, Getafe y Leganés) mediante la nueva línea circular Metrosur.

### 2003-07: Metronorte, Metroeste y Metro Ligero

Ampliaciones de 2003-2007

Durante el periodo 2003-2007 se realizó el plan de ampliación más ambicioso de todos los realizados en la Historia del Metro hasta la fecha, con la prolongación de nueve de las trece líneas a la periferia de Madrid, la construcción de tres estaciones en tramos ya existentes y la construcción de tres líneas de Metro Ligero (trenes similares a tranvías que circulan por la superficie). Estas ampliaciones supusieron unos ochenta nuevos kilómetros y noventa nuevas estaciones para la red de Metro. Aparte de las nuevas construcciones, se remodeló la línea 3 y se equipó con unidades de la serie 3000, y se adquirieron trenes de las series 8000 y 9000 para las líneas de gálibo ancho. Para las líneas de Metro Ligero se emplearon los nuevos tranvías Citadis de Alstom. Para este proyecto se emplearon nueve tuneladoras y sólo la ampliación de la línea 2 hasta La Elipa se realizó por el método tradicional de excavación.
Durante los últimos meses de 2006 y primeros de 2007 se inauguraron las actuaciones realizadas en el Plan de Ampliación de Metro 2003-2007:
- El 24 de noviembre de 2006 se inauguraron los primeros kilómetros, correspondientes a la ampliación de la línea 5 hasta la Alameda de Osuna, con otra nueva estación, El Capricho.
- El 18 de diciembre se prolongó la línea 11 con las estaciones de San Francisco, Carabanchel Alto y La Peseta.
- El 22 de diciembre abrió al público la nueva estación de la línea 10, Aviación Española.
- El 15 de enero de 2007 se inauguró la nueva parada de la línea 8, Pinar del Rey.
- El 26 de enero se abrió al público la nueva estación de Arganzuela-Planetario, en la línea 6.
- El 16 de febrero se prolongó la línea 2 con la nueva estación de La Elipa.
- El 30 de marzo quedó abierto el primer tramo de la ampliación de la línea 1, hasta Chamartín.
- El 11 de abril se completó el resto de dicha ampliación hasta Pinar de Chamartín, junto al nuevo tramo de la línea 4.
- El 21 de abril se abrió al público la ampliación de la línea 3 desde Legazpi hasta Villaverde Alto.
- El 26 de abril se inauguraron las 11 nuevas estaciones de MetroNorte en la línea 10 desde Fuencarral hasta Alcobendas y San Sebastián de los Reyes.
- El 3 de mayo se prolongó la línea 8 hasta la T4 del Aeropuerto de Adolfo Suárez Madrid-Barajas.
- El 5 de mayo se abrió al público el MetroEste, la ampliación de la línea 7 a Coslada y San Fernando de Henares pasando por la Villa Olímpica de los Juegos Olímpicos y Juegos Paralímpicos.
- El 16 de mayo se prolongó la línea 1 al Ensanche de Vallecas, con las nuevas estaciones de La Gavia, Las Suertes y Valdecarros.
- El 24 de mayo se abrió al público la primera línea de Metro Ligero, la línea ML1: Pinar de Chamartín-Las Tablas.
- El 27 de julio se abrieron las líneas ML2 y ML3 del Metro Ligero, conformando el Metro Ligero Oeste y conectando la red de Metro de la capital el barrio de Aravaca y con las localidades de Pozuelo de Alarcón y Boadilla del Monte.

### 2007-2011
Desde 2007 se ha seguido trabajando en el Metro de Madrid para reparar fallos y mejorar el servicio. Algunas líneas se encontraban renovadas pero otras acusaban los años de funcionamiento, como por ejemplo la línea 6, muy utilizada y que sufría numerosos retrasos e incidentes. En enero de 2008, a causa de las quejas de los usuarios, el gobierno de la Comunidad de Madrid aprobó un plan de renovación de los trenes de la línea 6. Durante la legislatura de la Comunidad (2007-2011) se realizó una remodelación profunda para mejorar la línea mediante, por ejemplo, la instalación de un nuevo sistema de alumbrado y señalización, la renovación de sus trenes y también una nueva catenaria.
El 12 de marzo de 2009, poco después de las nueve y media de la mañana, un tren de la serie 7000 de esta línea descarrilaba en la estación de Moncloa sin causar heridos de gravedad, pero provocando el corte de la línea a esa altura, desde Argüelles hasta Ciudad Universitaria. Los viajeros pudieron salir por su propio pie del tren, de los llamados "oruga" por ser todo el vehículo un pasillo continuo, aunque hubo algunos heridos leves y se dieron casos de crisis nerviosas, debidas al accidente. El servicio se restableció casi un día después, a las seis de la mañana del miércoles 13 de marzo. Mientras tanto, se activó un servicio extraordinario de la EMT entre las estaciones de Puerta del Ángel y Metropolitano para los afectados por el corte de la línea.
Además de durante las madrugadas a lo largo del resto del año, en verano de 2009, aprovechando el menor tránsito de viajeros, también la línea 6 fue cortada en varios tramos, progresivamente, para mejorar definitivamente la línea. El corte comenzó entre Laguna y Legazpi el 13 de junio. El corte por la nueva catenaria fue extendiéndose hacia Nuevos Ministerios a lo largo del verano, aunque se iban abriendo también de nuevo las estaciones al otro extremo de la obra. La línea 6 recobró la normalidad el 14 de septiembre, según lo previsto. La EMT puso en funcionamiento un servicio para los usuarios de la línea 6 afectados.
Desde principios de 2008, la organización de Metro de Madrid se interesó por las mamparas protectoras entre el andén y las vías, presentes en suburbanos más nuevos, como el de Sevilla. Los cristales, que cubren todo el andén, incluyen puertas móviles automatizadas que se abren justo en las puertas de los trenes. El sistema tiene varias ventajas: la seguridad (frente a accidentes, caída de objetos o incluso suicidios), la posibilidad de una mayor velocidad de los trenes y del tránsito de viajeros, y un mayor control del aire en el interior de la red. Por otro lado, son de alto coste (cerca de un millón de euros por estación) y, como muy temprano, empezarían a funcionar en 2011. Las mamparas, incompletas, se probarán en estaciones de MetroSur por la longitud de los andenes, 120 metros. La primera, de 55 m, se instaló en San Nicasio (Leganés); otra en la estación de Hospital Severo Ochoa (en julio de 2009); otra en Casa del Reloj (en agosto) y la última en Leganés central (posterior). Las empresas encargadas de los distintos modelos de las anteriores estaciones de prueba son, respectivamente: Manusa, Knorr-Westinghouse, Faiveley Transport Ibérica y Sepsa-Oclap.
El 5 de octubre de 2010 se inauguró la ampliación de la línea 11 que une la estación de La Peseta con la estación de La Fortuna.
El 16 de marzo de 2011 se inauguró la ampliación de la línea 2 con cuatro nuevas estaciones desde La Elipa a Las Rosas.

### 2011-2015
Prolongación de la línea 9:
El 28 de marzo de 2011 se prolongó el trazado de la Línea 9 por el norte, que atraviesa el barrio de Mirasierra, donde en la pasada legislatura se ha construido una estación, hasta enlazar con la red de Cercanías, mediante otra estación de intercambio (Paco de Lucía) situada entre las de Pitis y Ramón y Cajal. La estación de Paco de Lucía se inauguró el 25 de marzo de 2015, ampliando en 1,4 kilómetros la línea 9 desde la estación de Mirasierra.
Objetivos cumplidos: Dar servicio al barrio de Mirasierra y prolongar por el norte la Línea 9 para conectarla con la red de Cercanías. De este modo se consigue que las líneas C-3, C-7 y C-8 puedan conectar con la red de Metro.
Municipios servidos: Madrid, Distrito Fuencarral-El Pardo, Barrio Mirasierra.
Población beneficiada: 50 000 habitantes
Longitud: 2,9 km
Observaciones: Obra adjudicada a la UTE FERROVIAL AGROMAN, S.A.- SACYR, S.A.U. en septiembre de 2009. Inaugurado el tramo 1 de la actuación hasta la estación de Mirasierra en marzo de 2011.
Objetivos incumplidos: nueva línea Torrejón de Ardoz-Madrid (Fase 1) 
Se han reprogramado las obras de construcción de la nueva línea de Torrejón, aplazando el proyecto anterior. 
La obra se retomará en el mismo momento en que económicamente sea viable y que se justifique por la demanda de viajeros. 
Se ha firmado un protocolo entre el Presidente de la Comunidad de Madrid y el Ministerio de Fomento a fin de que ADIF construya una nueva estación de cercanías al este de Torrejón de Ardoz, en el barrio del Soto del Henares (junto al Hospital de Torrejón). 
Con esta estación Torrejón contará con dos estaciones de cercanías para dar mejor servicio. En paralelo, se está ejecutando la remodelación de la actual estación de cercanías de Torrejón por parte de la Dirección General de Infraestructuras. 
Los trabajos en ejecución supondrán una notable mejora en la estación, tanto en los sistemas de seguridad que regulan el tráfico ferroviario en la misma como en las condiciones en las que los viajeros acceden a los trenes, mediante la ejecución de un nuevo paso inferior que conectará el andén con el edificio de viajeros dotado de escaleras mecánicas y ascensores, el ensanchamiento del andén para dotarlo de mayor capacidad y la modernización del vestíbulo de la estación.

### 2015-2021
En la legislatura comprendida entre los años 2015-2019 sólo se ha realizado la apertura de la estación de Arroyofresno de la línea 7, construida en su totalidad, a excepción de los accesos, en 1999. En julio de 2017 se autorizó la licitación de los accesos, por un importe de 8,7 millones de euros, siendo inaugurada el 23 de marzo de 2019.
El 1 de abril de 2017 se eliminó el servicio de taquilla. En su lugar los trabajadores de este lugar pasaron a ser supervisores.
El 31 de octubre de 2017 se dejaron de vender billetes magnéticos en papel y, desde el 31 de diciembre, dejaron de ser válidos. En su lugar, se comenzaron a utilizar las tarjetas multi, en plástico, válidas indefinidamente al ser recargables. Si el usuario la pierde, le cuesta 2,5€ sacarse una nueva. También se puede recargar el abono de transportes.

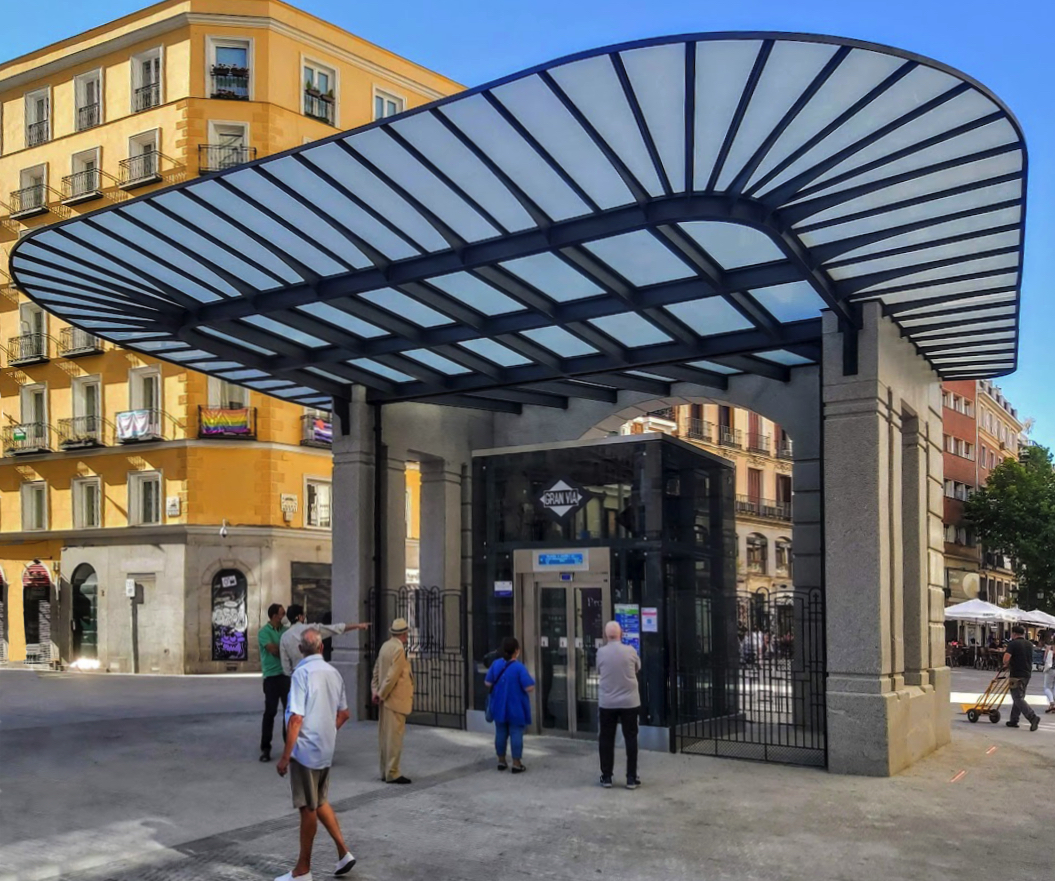
Réplica del templete de Antonio Palacios, en la calle de la Montera, recuperado en 2021

En julio de 2018 se adjudicó el contrato para la redacción del Proyecto de ampliación de la línea 11 del Metro de Madrid, en 6,5 km, desde la estación de Plaza Elíptica hasta su conexión con la estación de Conde de Casal. Está previsto que haya una estación de intercambio con la L3 y otra de conexión con la L1 en Atocha Renfe que servirá también para conectar con los servicios ferroviarios. En Conde de Casal se construirá una estación de intercambio con la línea 6 y con la futura estación de autobuses. Se estudiará también la posibilidad de añadir otras dos estaciones intermedias a las ya citadas, en función de los estudios de demanda.

#### Plan de Accesibilidad 2016-2020
En el Plan de Accesibilidad 2016-2020 se proyectó la instalación de ascensores en 17 estaciones: Sol, Plaza Elíptica, Príncipe de Vergara, Príncipe Pío, Barrio de la Concepción, Portazgo, Bilbao, Gran Vía, Tribunal, Alonso Martínez, Avenida de América, Pavones, San Bernardo, Ventas, Begoña, Mendez Álvaro y Diego de León.
De estas 17 solo 10 fueron reformadas: Sol, Príncipe Pío, Barrio de la Concepción, Portazgo, Pavones, Plaza Elíptica, Bilbao, Tribunal, Príncipe de Vergara y Gran Vía.

### 2021 en adelante
El 22 de marzo de 2021 se inauguraron las obras de reforma de la estación de Tribunal, que pasa a ser plenamente accesible, con 7 ascensores.
El 5 de julio de 2021 se inauguraron las obras de reforma de la estación de Príncipe de Vergara, que pasa a ser plenamente accesible, con 6 ascensores.
El 16 de julio de 2021 reabrió la estación de Gran Vía, después de haber estado cerrada durante más de 3 años por obras de accesibilidad y mejora de las instalaciones. La estación recupera una réplica del templete construido por Antonio Palacios para entrar en la primitiva estación de la Red de San Luis e incorpora novedades de la red de metro como tornos y máquinas expendedoras con nuevo diseño. La obra tenía que haber acabado en 2019, pero se retrasó considerablemente tras encontrar los restos arqueológicos de la estación vieja y debido a la pandemia de COVID-19. En la segunda planta se ha creado una exposición con los restos arqueológicos encontrados, entre ellos un antiguo escudo de la ciudad de Madrid o vigas del antiguo ascensor.
Actualmente el metro de Madrid alcanza los 294 km y 330 estaciones, llegando a ayuntamientos como Alcorcón, Móstoles, Fuenlabrada, Getafe y Leganés o comunicando el centro de Madrid con el Aeropuerto de Madrid-Barajas.
El 21 de abril de 2025, se inauguró la ampliación de la línea 3 desde Villaverde Alto hasta la estación de El Casar (Getafe).

#### Plan de Accesibilidad 2021-2028
En el Plan de Accesibilidad 2016-2020 se proyectó la instalación de ascensores en 24 estaciones: Núñez de Balboa, Ibiza, Oporto, Menéndez Pelayo, Duque de Pastrana, Vicente Aleixandre, O'Donnell, Manuel Becerra, Cuzco, Santiago Bernabéu, Concha Espina, Cruz del Rayo, Pío XII, Ventilla, Barrio del Pilar, Herrera Oria, Artilleros, Estrella, García Noblejas, Banco de España, Acacias, Carabanchel, Alto de Extremadura y Ciudad Lineal.
En noviembre de 2021 se anunció que a principios de 2022 comenzarían las obras de instalación de 41 ascensores en las estaciones de Begoña, Ventas, Avenida de América, San Bernardo y Diego de León, incluidas en el Plan de Accesibilidad 2016-2020 y que finalmente no fueron renovadas antes de 2020.